# Venerin snijeg
Venerin snijeg je osvjetljenje radarskog odraza s površine Venere na visokim uzvišenjima. „Snijeg” izgleda kao mineralni kondenzat sačinjen od olovnog sulfida i bizmutovog (III) sulfida istaloženih iz atmosfere na visinama od 2,600 m.
Priroda "snijega" u početku nije bila poznata. Na radarskim slikama glatke površine poput ravnice lave uglavnom se čine tamne, dok hrapave površine poput udarnog otpada izgledaju svijetle. Sastav stijene također mijenja povratni radarski signal: provodni materijal ili materijal s velikom dielektričnom konstantom izgleda svjetliji. Stoga je u početku bilo teško utvrditi razlikuju li se visinska područja Venere od nizina po kemijskom sastavu ili teksturi. Moguća objašnjenja su bila rastresito tlo, različite brzine vremenskih utjecaja na visokim i niskim nadmorskim visinama i kemijsko taloženje na visokim nadmorskim visinama. To ne bi mogao biti vodeni led, koji ne može postojati u ekstremno vrućim, suhim uvjetima Venerine površine.
Podaci radarskog kartiranja orbitera Pioneer Venus predložili su objašnjenje u pogledu kemijskog sastava. Pretpostavljalo se da temeljna stijena sadrži željezni pirit ili druge metalne inkluzije koje bi vrlo reflektirale. Na visokim temperaturama nađenim na površini Venere, ti bi minerali postupno isparavali. Brže atmosferilije na visokoj nadmorskoj visini neprestano mogli izložiti novi materijal, uzrokujući visoravnima da se pojavi svjetlija od nizine. Radarska promatranja visoke razlučivosti sonde Magellan do 1995. počela su favorizirati hipotezu da se metalni spojevi sublimiraju na nižim, toplijim nadmorskim visinama i talože u višim, hladnijim područjima. Kandidati su bili telurij, pirit i drugi metalni sulfidi.

## Vanjske poveznice
- Schaefer, Laura. 2004. Heavy metal frost on Venus. Icarus. 168 (1): 215–219 2004Icar..168..215S doi:10.1016/j.icarus.2003.11.023
- Häusler, B.; Pätzold, M.; Tyler, G. L.; Simpson, R. A.; Bird, M. K.; Dehant, V.; Barriot, J.-P.; Eidel, W.; et al. (2006). "Radio science investigations by VeRa onboard the Venus Express spacecraft". Planetary and Space Science (abstract). 54 (13–14): 1315–1335. 2006P&SS...54.1315H doi:10.1016/j.pss.2006.04.032
- Brackett, Robert A.; Fegley, Bruce; Arvidson, Raymond E. (1995). "Volatile transport on Venus and implications for surface geochemistry and geology" (PDF). Journal of Geophysical Research. 100 (E1): 1553–1563. PDF